# 触心罪探
《触心罪探》（英語：Mind Jumper）是新加坡沃土影视制作的时装侦探电视剧。此剧由白薇秀、谢俊峰、美心、郭坤耀、刘怡伶、洪国锐、杨子文、夏蕙、王勇畯领衔主演，并由许美珍、黄嫊方、郭蕙雯、陈天路、向云、张耀栋、王裕香、方展发、张为特别演出。此剧于2021年3月5日在新传媒旗下网络平台meWatch首播，2021年4月5日在8频道播出。

## 播出时间

### 首播
| 频道                    | 所在地   | 播放日期     | 首播時间                             |
| ----------------------- | -------- | ------------ | ------------------------------------ |
| meWatch                 | 新加坡   | 2021年3月5日 | 每周五更新10集（仅新加坡用户可观看） |
| 新传媒8频道             | 新加坡   | 2021年4月5日 | 星期一至五 21:00 - 22:00             |
| Astro AEC、Astro AEC HD | 马来西亚 | 2021年4月5日 | 星期一至五 20:30 - 21:30             |

### 重播
| 频道                   | 所在地   | 播放日期     | 重播時间                 |
| ---------------------- | -------- | ------------ | ------------------------ |
| Astro AEC Astro AEC HD | 马来西亚 | 2021年4月5日 | 星期一至五 23:00 - 00:00 |
| 新传媒8频道            | 新加坡   | 2021年4月6日 | 星期一至五 08:00 - 09:00 |
| Astro AEC Astro AEC HD | 马来西亚 | 2021年4月6日 | 星期一至五 13:00 - 14:00 |

## 剧情简介
故事讲述患有脑癌的天才会计师邱凯乐（白薇秀 饰）在接受治疗的过程中意外获得读心术的超能力。凯乐利用读心术的超能力挪用公款，被CFI调查公司的老板赵正义（谢俊峰 饰）发现。正义威胁凯乐与自己合作，加入侦探社，并用她的读心术将罪犯绳之以法。

## 演员阵容

### C.F.I调查公司 (Crisis Forensic Investigations)
| 演员   | 角色   | 介绍 |
| 谢俊峰 | 赵正义 | Zhao Zheng Yi C. F. I调查公司团队队长 邱凯乐之上司，并与其有感情线 徐蕾颖之上司并被其暗恋 傅国仁、萧王子、傅莉婷之上司 于第3集发现邱凯乐拥有读心术的能力 于第3集以邱凯乐的强迫症查出其挪用公款的账单和证据，后借此威胁邱凯乐加入C.F.I调查公司 于第6集安排萧王子潜入黎明教当卧底        |
| 白薇秀 | 邱凯乐 | Khoo Kai Le 天才会计师 C. F. I调查公司员工 自闭女性 赵正义之下属，并与其有感情戏 徐蕾颖之同事兼情敌 傅国仁、萧王子、傅莉婷之同事 于第4集正式加入C.F.I调查公司 于第5集对Hue使用读心术而找到Nha等人曾被囚禁的地方 于第5集在与周婉玲争夺藏有贩卖人口证据的USB被其用刀划伤，后被赵正义所救 |
| 洪国锐 | 傅国仁 | Frank Foo Guo Ren C. F. I调查公司员工 傅莉婷之父 赵正义之下属 邱凯乐、徐蕾颖、萧王子之同事 前刑警 于第6集怀疑霍建炳与霍燕霞的死与黎明教有关而委托C.F.I调查 |
| 美心   | 徐蕾颖 | Xu Lei Ying 颖姐 C. F. I调查公司员工 赵正义之下属 邱凯乐之同事兼情敌 傅国仁、萧王子、傅莉婷之同事 |
| 郭坤耀 | 萧王子 | 黑客 C. F. I调查公司员工 赵正义之下属 傅莉婷之同事，后为其男友 邱凯乐、徐蕾颖、傅国仁之同事 于第5集险被周婉玲枪杀，后被Nha所救 于第6集因自责Nha之死而被黎明教洗脑，实则被赵正义安排潜入黎明教当卧底                                                                                    |
| 刘怡伶 | 傅莉婷 | Foo Li Ting Jasmine、Jas C. F. I调查公司实习生 傅国仁之女 萧王子之同事，后为其女友 赵正义之下属 邱凯乐、徐蕾颖、傅国仁之同事 于第5集加入C.F.I调查公司成为实习生 |

### 赵家
| 演员           | 角色   | 介绍                                                                      |
| 莫建发         | 赵康华 | 陈丽莲之亡夫 赵正义之亡父 于车祸中逝世                                    |
| 王裕香         | 陈丽莲 | 赵康华之妻 赵正义之母 失踪人士 （特别演出）                               |
| 谢颖泽（童年） | 赵正义 | 赵康华、陈丽莲之子 徐正杰之学长兼好友 前刑警，现为C.F.I调查公司之团队队长 |
| 谢俊峰         | 赵正义 | 赵康华、陈丽莲之子 徐正杰之学长兼好友 前刑警，现为C.F.I调查公司之团队队长 |

### 宋家
| 演员   | 角色   | 介绍 |
| 夏蕙   | 纪八美 | Katy 邱凯乐之母 宋鹏之岳母 宋义凡之外婆 傅国仁之暧昧对象，后为其女友 曾买黑万补贴家用 |
| 翁兴昂 | 宋鹏   | 数学天才 数学系博士 邱凯乐之亡夫 宋义凡之亡父 纪八美之亡女婿 已逝世 |
| 白薇秀 | 邱凯乐 | 纪八美之女 宋鹏之妻 宋义凡之母 自闭症患者 患有脑癌（胶质母细胞瘤），仅剩约1年半的生命 于第1集在进行放射治疗时因剂量调高和时长过长而激发脑细胞，并获得了读心术的能力 于第3集为了保障纪八美和宋义凡的未来而挪用公款，后被赵正义发现并威胁加入C.F.I调查公司 于第4集正式加入C.F.I调查公司 |
| 王勇畯 | 宋义凡 | 点点 宋鹏、邱凯乐之子 纪八美之外孙 |

### 非法高利贷案（1）
| 演员   | 角色          | 介绍                                                                                      |
| 丁森炎 | 阿成          | 丰泰非法集团手下 高利贷放款者                                                             |
| 谢俊峰 | 赵正义/王明晨 | 化名王明晨 于第1集假扮借款人混入非法高利贷集团，后揭发幕后黑手Harry薛和非法高利贷集团运毒 |
| 陆伟杰 | 韩先生        | 正规贷款公司老板 C.F.I侦探社客户 罗崇德之前上司 于第1集委托C.F.I侦探社调查非法高利贷集团  |
|        | Harry薛       | 前囚犯 非法高利贷幕后黑手                                                                 |
| 阳光   | 小混混        | 阿成之下属                                                                                |

### PMC（Plated Metal Crop）公司贪污案（1-3）
| 演员   | 角色           | 介绍 |
| 许美珍 | Wiranto Lawang | 印尼华裔 48岁 PMC公司亚太区分公司总裁 莫盛文、邱凯乐之上司 7年里与莫盛文以鱼类的笑话和空壳公司作为代号以亏空上亿的公款 于第2集怀疑邱凯乐向公司举报贪污而企图嫁祸于其 于第3集利用夹竹桃毒杀莫盛文 于第3集企图用夹竹桃毒杀赵正义、邱凯乐和傅国仁，后失败 于第3集被警方以贪污罪逮捕 （特别演出） |
| 林志强 | 莫盛文         | 莫总 53岁 PMC公司亚太区分公司首席财务官 Wiranto Lawang之下属 邱凯乐之上司 心脏病患者 于第3集因心脏病发作而死亡，实则被Wiranto Lawang灭口 |
| 白薇秀 | 邱凯乐         | PMC公司亚太区分公司总会计师 自闭症患者 Wiranto Lawang、莫盛文之下属 于第2集通过读心术而发现Wiranto Lawang和莫盛文亏空公款 于第3集通过读心术找到莫盛文留下来指证Wiranto Lawang的证据，后将证据交给赵正义                                                                                       |
| 王惠美 | 王秘书         | PMC公司亚太区分公司职员 Wiranto Lawang、邱凯乐之下属 |

### 人口贩卖案（3-6）
| 演员   | 角色            | 介绍 |
| 罗宝玲 | 周婉玲          | 玲姐 新加坡劳务中介，实为东南亚贩卖人口组织成员 胡苏建、自强之头目 于第4集囚禁Nha等人，并虐待Nha以找出存有犯罪证据的USB 于第5集枪杀Nha，后被警方逮捕                                                                           |
| 林昀憓 | Nguyễn Văn Bian | Nha Tran 越南籍女子 越南劳务中介，实则为越南反贩机构卧底 于第4集将存有贩卖人口证据的USB藏于机场厕所里 于第4集身份败露而企图逃走，后失败而被周婉玲囚禁并虐待 于第5集留下线索让赵正义等人寻获USB 于第5集为救萧王子而被周婉玲枪杀 |
| 李金慧 | Dương Thị Huệ   | Hue 越南籍女子 于第4集被周婉玲等人囚禁，后被卖至吊花场 |
| 陈美琪 | Dhe Hoang       | Dhe 越南籍女子 于第4集被周婉玲等人囚禁 |
| 周叙丰 | 胡苏建          | 大狗 周婉玲之手下 |
| 钟杰琳 | 赵金海          | 龙哥 政治人物 东南亚人口贩卖成员 罗崇德之合作伙伴 |
| 谢舜衡 | 自强            | 周婉玲之手下 |
| 黎美娇 | 鸨母            | 吊花场妈妈桑 |

### 邪教杀人案（6-8）
| 演员   | 角色          | 介绍 |
| 黄嫊方 | 陈利冰        | Irene 黎明教光明使，实为真正操控黎明教之幕后黑手 瑞光诊所之心理医生 云益群、霍燕霞之心理医生 于8年前利用云益群创建黎明教，并通过洗脑方式让信徒自杀并将遗产全数捐予自己创立的日新光慈善机构 （特别演出）                                                                              |
| 唐绍炜 | 云益群/云之翔 | 云世主 黎明教教主，实为陈利冰之傀儡 本名云益群，化名为云之翔 原为临终关怀社工，因无法帮助痛苦的病友们而患上忧郁症，被陈利冰利用成为黎明教教主 长期被陈利冰以加入毒药的香氛控制行为与思想                                                                                             |
| 黄晶玲 | 许佳琪        | Christine 前记者兼都市传说网站作者 于3年前潜入黎明教调查，并成功取得黎明教背后的真相，因此被陈利冰囚禁，吸入过多加入毒药的香氛而产生幻觉 于3年前被陈利冰诬蔑患有精神疾病而被强制送入精神病院治疗 于第6集向赵正义和邱凯乐透露黎明教的资料 于第7集向赵正义和邱凯乐透露云之翔的真实身份 |
| 王利介 | 霍建炳        | John 霍家宁之夫 霍燕霞之父 傅国仁之好友 黎明教教徒 被黎明教洗脑而自杀，并将名下遗产全数捐予黎明教旗下不明慈善机构 于第6集与霍家宁跳楼自杀 |
| 张翠樱 | 霍家宁        | Nancy 霍建炳之妻 霍燕霞之母 傅国仁之好友 黎明教教徒 患有末期肝细胞瘤 被黎明教洗脑而自杀，并将名下遗产全数捐予黎明教旗下不明慈善机构 于第6集与霍建炳跳楼自杀 |
| 姚惠荠 | 霍燕霞        | Sophia 霍建炳、霍家宁之女 |
| 梁人介 | 张敏中        | Sam 律师 陈利冰之同谋 |

### 林进虎失踪案（9-10）
| 演员   | 角色   | 介绍                            |
| 陈天翔 | 林进虎 | 虎爷 黑市赌盘的大老板           |
| 谢缘   | 李九华 | 阿九、九哥 林进虎之干儿子兼卜基 |
| 李明豪 | 秦家樑 | Andy 林进虎旗下卜基             |
| 叶智强 | 曹立明 | Jim                             |
| 周彩林 | 阿秀   | 李九华之妻                      |
| 蔡清炮 | 清文   | 阿凤之夫                        |
| 余丽爱 | 阿凤   | 清文之妻 纪八美之好友           |

### 伟壮乐保险诈骗案（11-13）
| 演员   | 角色   | 介绍                                                           |
| 郭蕙雯 | 潘爱玲 | Mederium药厂总监 以不正当的关系來换取吴非恩的订单 （特别演出） |
| 陈天路 | 吴非恩 | 奥斯塔医院创办人 （特别演出）                                  |
| 张为   | 陆永昌 | 陆先生 陆太太之夫 （特别演出）                                 |
| 张锦华 | 陆太太 | 陆永昌之妻 阿兹海默症患者                                      |
| 刘永强 | 孔先生 | 海修制药厂员工                                                 |

### 爱情骗局案（14-15）
| 演员   | 角色     | 介绍                                        |
| 向云   | 方云涵   | Esther Lisa之姑姑 黄润泽之女友 （特别演出） |
| 张耀栋 | 黄润泽   | 银行家 Esther之男友 （特别演出）            |
| 王筱惠 | Lisa Gan | Esther之侄女                                |
| 冯秀华 | Beam     | 泰国名媛                                    |
|        | 颜荀伟   | 方云涵之亡夫                                |

### 大楼集体出售纠纷案（16-17）
| 演员   | 角色   | 介绍    |
| 陈俊铭 | 万保胜 |         |
| 池素宝 | 唐鸣   |         |
| 翁慧霖 | 陈琳琳 | Lynette |

### 网络骇客勒索案 / 罗崇德复仇案（18-20）
| 演员   | 角色          | 介绍                                                                             |
| 杨子文 | 罗崇德/刘亮杰 | Radium Lo 本名刘亮杰 刘正豪、刘雷婉君之子 WWE投资公司创始人 陈丽莲、赵正义之敌人 |
| 王裕香 | 陈丽莲        | 赵康华之妻 赵正义之母 罗崇德之仇人 （特别演出）                                  |
| 张其炜 | 阿力          | 罗崇德之手下                                                                     |

### 其他演员
| 演员   | 角色       | 介绍                                                 |
| 方展发 | Sensei     | 罗崇德之师傅 拥有读心术的能力 （特别演出第19、20集） |
| 黄景蓉 | Annie Yang | Sister Annie 修女 邱凯乐之教友兼紧急联络人           |
| 李龙翔 | 徐正杰     | 警察 赵正义之学弟兼好友                              |
| 苏才忠 | 刘正豪     | 刘雷婉君之夫 刘亮杰之父 陈丽莲之前老板 已逝世        |
| 陈丽冰 | 刘雷婉君   | 刘正豪之妻 刘正豪之母 已逝世                         |
| 胡家维 | 陈医生     | 邱凯乐之主诊医生                                     |

## 电视剧歌曲
| 曲序 | 曲目                         |                     | 作曲        | 演唱           |
| ---- | ---------------------------- | ------------------- | ----------- | -------------- |
| 1.   | 《答案就在我手中》（主題曲） | Daniel Chai & Becka | Daniel Chai | Becka & 谢俊峰 |

## 剧情评价
- 根据新加坡联合早报的报导，观众们的评价与反应两极。有的观众认为剧情过于暴力，无教育性质、宣扬邪教组织口号及演员的演技一般，浪费资源。而另一方面，亦有人认为此剧剧情刺激紧凑，带动气氛，有者甚至为了猜测谁是幕后主谋而伤脑筋，並追问有无拍摄续集的念头[2]。

## 记事

### 2020年
- 8月25日，此剧开拍。
- 11月4日，全剧杀青。

### 2021年
- 2月24日，此剧召开面子书直播记者会。[3]
- 3月5日，meWatch首播。
- 4月5日，此剧首播。
- 4月30日，此剧播毕。

## 奖项
| 年份 | 颁奖典礼            | 奖项       | 入围者 | 角色   | 結果 |
| ---- | ------------------- | ---------- | ------ | ------ | ---- |
| 2022 | 第27届 红星大奖2022 | 最佳女主角 | 白薇秀 | 邱凯乐 | 提名 |
| 2022 | 第27届 红星大奖2022 | 最佳电视剧 | 不適用 | 不適用 | 提名 |

## 轶事
- 此剧为沃土影视首部制作的20集华语电视剧。
- 此剧为《心·情（英语：Mind Matters）》后，8频道9点档戏剧于meWatch首播。
- 此剧为白薇秀继《心点心》后时隔2年再度接拍华语剧。
- 此剧为谢俊峰首度担任第一男主角[4]。
- 此剧是白薇秀及谢俊峰继电影《1965（英语：1965 (film)）》后再度合作。
- 此剧是白薇秀、郭蕙雯及黄嫊方继《最后的夫人》后再度合作。
- 此剧角色“萧王子”一角原由李博翔接演，后因疫情原因无法到新加坡拍摄而改由郭坤耀接演。
- 此剧是向云、白薇秀、许美珍及郭蕙雯继《小娘惹》后再度合作。
- 此剧是刘怡伶及黄嫊方继《剃头刀-阿签传奇》后再度合作。
- 此剧是洪国瑞及郭坤耀继《实习生的生存记》后再度合作。
- 此剧是白薇秀及许美珍继《西瓜甜不甜》及《心点心》后再度合作。
- 此剧是白薇秀、许美珍、王勇峻及谢颖泽继《心点心》后再度合作。
- 此剧是林志强及许美珍继《过江新娘》后再度合作。
- 此剧是林志强及黄嫊方继《阿莫的日记》后再度合作。
- 此剧是谢俊峰及美心继《我的万里挑一》后再度合作。
- 此剧是美心及刘怡伶继《我们的故事之沉默的年代》及《我们的故事之沉默的年代2》后再度合作。

## 注明
1. ↑  . 8视界.   [2020-08-25].
2. ↑  沈远安. . 新明日报. 联合早报. 2021-04-16  [2021-04-20]. （原始内容存档于2021-04-22） （中文（新加坡））.
3. ↑  陈祎婷. . 8视界. 2021-02-24  [2021-02-24] （中文（简体））.
4. ↑  沈远安. . 早报. 新明日报. 2020-08-22  [2020-08-22]. （原始内容存档于2020-08-26） （中文（简体））.

## 电视节目的变迁
| 新加坡 新传媒8频道 星期一至五 21:00 - 22:00                                                              | 新加坡 新传媒8频道 星期一至五 21:00 - 22:00                                               | 新加坡 新传媒8频道 星期一至五 21:00 - 22:00                      |
| --- | ----------------------------------------------------------------------------------------- | ---------------------------------------------------------------- |
| | 触心罪探 （2021年4月5日—2021年4月30日）                                                   |                                                                  |
| 操控 （2021年3月1日—2021年4月2日）                                                                       | 那些我爱过的人 （2021年5月3日- 2021年6月4日）心里住着老灵魂 （2021年6月7日—2021年7月2日） |                                                                  |
| 星期一至五 17:30 - 18:30 (重播)                                                                          |                                                                                           |                                                                  |
| 過江新娘 (2022年1月3日 - 2022年1月28日) 過江新娘 - 你好，梅芳草 (電視電影) (2022年2月3日 - 2022年2月4日) | 觸心罪探 (2022年2月7日 - 2022年3月4日 )                                                   | 操控 (2022年3月7日 - 2022年4月8日)                               |
| 星期六至日 16:30 - 18:30（重播） (10月1日因重播《公益献爱心40周年》大结局将在10月7日播出)                |                                                                                           |                                                                  |
| 操控 (2023年7月15日 - 2023年8月27日)                                                                     | 触心罪探 （2023年8月27日 - 2023年10月7日） （第一集 17:30）                               | 心里住着老灵魂 (2023年10月7日 - 2023年11月11日) （第一集 17:30） |

| 马来西亚 Astro AEC HD 星期一至五 20:30 - 21:25/21:30 | 马来西亚 Astro AEC HD 星期一至五 20:30 - 21:25/21:30 | 马来西亚 Astro AEC HD 星期一至五 20:30 - 21:25/21:30 |
| ---------------------------------------------------- | --- | ---------------------------------------------------- |
|                                                      | 触心罪探 （2021年4月5日—2021年4月30日） |                                                      |
| 操控 （2021年3月1日—2021年4月2日）                   | 卧虎藏鬼 （2021年5月3日—2021年5月28日）绑架 （两集连播） （2021年5月31日—2021年6月1日）新登场：航拍男 21:00 - 21:30播出 （2021年6月1日）新登场：佩佩 （2021年6月2日）新登场2：寻 （2021年6月3日）爱不止息 （2021年6月4日）心里住着老灵魂 （2021年6月7日—2021年7月2日） |                                                      |